# Lijst van gouverneurs van Nieuw-Nederland
De Nederlandse kolonie Nieuw-Nederland stond in de 17e eeuw onder het leiding van een gouverneur, aangesteld door de West-Indische Compagnie. De kolonie werd tijdens haar bestaan geregeerd door de volgende gouverneurs:

## 1624-1664
| Naam gouverneur      | Periode   |
| -------------------- | --------- |
| Cornelis May         | 1624-1625 |
| Willem Verhulst      | 1625-1626 |
| Peter Minuit         | 1626-1632 |
| Bastiaen Jansz. Krol | 1632-1633 |
| Wouter van Twiller   | 1633-1638 |
| Willem Kieft         | 1638-1647 |
| Peter Stuyvesant     | 1647-1664 |

## 1673-1674
Onderstaande een tabel met gouverneurs in de periode 1673-1674, toen Nieuw-Nederland in Engelse handen was.
| Naam gouverneur              | Periode                     |
| ---------------------------- | --------------------------- |
| Cornelis Evertsen de Jongste | 1673                        |
| Jacob Binckes                | 1673                        |
| Anthony Colve                | november 1673-augustus 1674 |

## 1676: gouverneur vanAcadië
| Naam gouverneur         | Periode |
| ----------------------- | ------- |
| Cornelis van Steenwijck | 1676    |